# Epetineri
Epetineri (Impenitari), pleme američkih Indijanaca koje je 1807. živjelo na desnoj obali rijeke Urubamba od rijeke Pijiria pa do Ucayalija (Maurtua, 1906; Izaguirre, 1922-29) u Peruu. Epetineri su govorili panoanskim jezikom, a pripadali su skupini Maspo, široj skupini Capanahua. 
Priručnik o Južnoameričkim Indijancima dopušta mogućnost da su Epetineri Arawaki.